# Colletes rohweri
Colletes rohweri är en biart som beskrevs av Cockerell 1919. Colletes rohweri ingår i släktet sidenbin, och familjen korttungebin. Inga underarter finns listade i Catalogue of Life.